# Hybomitra daeckei
Hybomitra daeckei är en tvåvingeart som först beskrevs av James Stewart Hine 1917.  Hybomitra daeckei ingår i släktet Hybomitra och familjen bromsar. Inga underarter finns listade i Catalogue of Life.